# Sônia dos Humildes
Sônia dos Humildes (Salvador, 1939 — Salvador, 1980), foi uma atriz, diretora e produtora de cinema brasileira.

## Biografia
Sônia Crispiniana dos Humildes nasceu na capital baiana e já aos dezessete anos de idade fez parte da primeira turma da Escola de Teatro da Universidade Federal da Bahia, em 1956. Iniciou sua carreira artística apresentando-se na peça teatral "Senhorita Julia", de Strindberg, no ano de 1958 e inaugurando o Teatro Santo Antônio. No ano seguinte conclui o curso e, sob a direção de Charles McGaw, faz parte do elenco da peça Um Bonde Chamado Desejo.
Sua estreia no cinema se deu a convite de Glauber Rocha, integrando o elenco de Deus e o Diabo na Terra do Sol, ali interpretando a cangaceira Dadá, em 1964.
Foi parceira de João Augusto na junção de dois dos grupos que inovavam o teatro baiano na peça “GRRRrrr”, em 1971, e na montagem de 1972 da peça "Quincas Berro d'Água" baseada no romance de Jorge Amado.